# Limnius intermedius
Limnius intermedius är en skalbaggsart som beskrevs av Leon Fairmaire 1881. Limnius intermedius ingår i släktet Limnius, och familjen bäckbaggar. Arten har ej påträffats i Sverige.